# Андрій Луканов
Андрій Карлов Луканов (болг. Андрей Карлов Луканов; 26 вересня 1938 — 2 жовтня 1996) — болгарський політик, член Болгарської комуністичної партії (БКП), після 1990 — Болгарської соціалістичної партії. Був прем'єр-міністром країни 1990 року.

## Біографія
Андрій Луканов народився 1938 року в Москві в родині відомого болгарського комуніста Карла Луканова. Мав радянське громадянство, а в дитинстві також отримав болгарське.
1963 року закінчив МДІМВ, (Москва), після чого працював у МЗС (1963-1965) та міністерстві зовнішньої торгівлі (1966–1968). З 1969 до 1972 року працював у представництві Болгарії в ООН у Женеві.
Став заступником міністра (1972-1973) й першим заступником міністра зовнішньої торгівлі (1973-1976), віце-прем'єром (1976-1986) та першим віце-прем'єром (1986-1987), міністром зовнішньоекономічних зв'язків (1987-1989).
Луканов відігравав важливу роль в усуненні Тодора Живкова від керівництва БКП, після чого очолив уряд 1990. Його кабінет вийшов у відставку після масових протестів та важкої економічної кризи, відомої як «Луканова зима».
З 1994 року Луканов — президент російсько-болгарського спільного підприємства «Топенерджі». 2 жовтня 1996 Луканов був застрілений поблизу свого будинку в Софії.